# Een Ander Joods Geluid
Een Ander Joods Geluid (EAJG) is een Nederlandse Israëlkritische stichting. De stichting is in 2001 opgericht "om het publieke debat en de kritische meningsvorming rond Israël te bevorderen, het stilzwijgen van Nederlandse Joden over de bezettingspolitiek van Israël te doorbreken en vredesactiviteiten te ondersteunen".

## Oprichting
Een Ander Joods Geluid begon in oktober 2000 met enkele krantenadvertenties van een groep sympathisanten in landelijke dagbladen en in het Nieuw Israëlietisch Weekblad. De stichting werd in mei 2001 opgericht door Anneke Jos Mouthaan en Harry de Winter en werkt onder meer samen met het Steuncomité Israëlische Vredes- en Mensenrechtenorganisaties (SIVMO) en Gate48, een platform voor kritische Israëli's in Nederland.
De achterliggende gedachte bij de oprichting is dat fundamentele kritiek van Joden op de staat Israël mogelijk moet zijn. 

## Principes
Een Ander Joods Geluid staat voor:
- Dialoog en wederzijds respect in plaats van geweld en machtsmisbruik.
- Gelijke kansen en rechten voor alle bevolkingsgroepen.
- Volledige terugtrekking van kolonisten en militairen uit de door Israël bezette gebieden, dit in overeenstemming met de resoluties 242 en 338 van de Veiligheidsraad van de Verenigde Naties, in ruil voor vrede en veiligheid.
- Het realiseren van een levensvatbare Palestijnse staat naast Israël; Jeruzalem als hoofdstad van twee staten.
- Een evenwichtige oplossing van het probleem van de Palestijnse vluchtelingen. Een voorwaarde is dat Israël zijn medeverantwoordelijkheid voor het ontstaan van dit probleem erkent. Pas dan kan onderhandeld worden over de vraag hoe Israël een bijdrage kan leveren om het onrecht te herstellen, zonder zijn eigen bestaan in gevaar te brengen.[2]

## Doelstelling
Een Ander Joods Geluid is ontstaan "uit onvrede over de wijze waarop debat en meningsvorming over Israël in Joodse kring plaatsvinden". 
Het stelt zich tot doel om:
- Het publieke debat en de kritische meningsvorming over Israël en de bezette gebieden te voeden.
- Het taboe te doorbreken dat Joden vinden dat zij geen kritiek op de staat Israël mogen uiten en dat ook van anderen niet accepteren.
- Vredesinitiatieven te ondersteunen uit verbondenheid met het lot en voortbestaan van Israël. Uitgangspunt is hierbij de algemeen aanvaarde beginselen van gelijkheid, verdraagzaamheid en menselijkheid, zoals vastgelegd in de Universele Verklaring van de Rechten van de Mens ten einde een duurzame vrede in het Midden-Oosten te bereiken zonder onderdrukking en/of discriminatie van welke kant en in welke vorm dan ook.
- Alle verdere handelingen te verrichten, die met het vorenstaande in de ruimste zin verband houden of daarvoor bevorderlijk kunnen zijn.

Een Ander Joods Geluid wil verder werken aan een ander Israël, dat onder meer de internationale rechtsorde en de universele mensenrechten respecteert, zijn rol als bezetter beëindigt en zijn inwoners zowel naar wet als beleid als gelijkwaardige en gelijkgerechtigde burgers behandelt en daarin geen onderscheid maakt naar religie en af- of herkomst. Een Ander Joods Geluid publiceert factsheets, laat zijn stem horen in de media en voert acties, campagnes en houdt petities. Voorbeelden van deze campagnes zijn een campagne voor het erkennen van een Palestijnse staat bij de VN en een campagne over Palestijnse kinderrechten in Israëlische gevangenschap.

### Artikelen
EAJG-voorzitter Jaap Hamburger laat zich regelmatig in de pers horen, onder meer:
- In de Volkskrant van 14 mei 2005 noemde hij de identificatie die Joden met Israël hebben misplaatst.[6]
- In een artikel in begin 2015 nam hij stelling tegenover het veelgebruikte jargon van de 'bezettingslobby' (een lobby die Israël een hand boven het hoofd houdt) wanneer het gaat over het Israëlisch-Palestijns conflict. Daarbij gaat het om de woorden 'eenzijdig' en 'complex'. In de ogen van deze lobby handelt Israël altijd noodgedwongen, in reactie op en uit zelfverdediging, en Palestijnen saboteren die goede bedoelingen.[7]
- In de NRC van 17 december 2020 noemde Jaap Hamburger het aanstellen van een coördinator antisemitismebestrijding een principiële vergissing en een politieke misstap; Joden moeten geen aparte status hebben.[8]

## Bekende sympathisanten
Milo Anstadt, Max Arian, Dieuwertje Blok, Nico Frijda, Evelien Gans, Hanneke Groenteman, Anja Meulenbelt, Hajo Meyer, Chaja Polak, George Sluizer, Harry de Winter.